# 孟加拉国—越南关系
孟加拉国－越南关系是孟加拉人民共和国和越南社會主義共和國的关系。

## 双边往来
2004年5月，时任孟加拉国总理的卡莉達·齊亞访问越南，成为首位访越的孟加拉国总理。2012年，孟加拉国总理谢赫·哈西娜访问越南，巩固了两国关系。2013年，两国举行了建交40周年典礼，目前孟越两国建立了大使级外交关系。2015年11月，孟加拉国总统阿卜杜勒·哈米德应张晋创主席邀请，对越南进行了国事访问。此后，越南国家主席陈大光访问孟加拉国，与总统阿卜杜勒·哈米德、总理谢赫·哈西娜举行了会谈。